# Ель-Прогресо (департамент)
Ель-Прогресо (ісп. El Progreso) — один з 22 департаментів Гватемали. Розташований у центрі країни, площа — 1 992 км², населення близько 150 000 жителів (2007). Адміністративний центр — місто Ґуастатоя.
На півночі межує з департаментом Альта-Верапас, на сході — з Сакапою, на південному сході — з Халапою, на південному заході — з департаментом Гватемала й на північному заході — з Баха-Верапас.

## Муніципалітети
Департамент поділяється на 8 муніципалітетів:
- Ель Хікаро
- Ґуастатоя
- Морасана
- Сан-Агустін-Акасагуастлан
- Сан-Антоніо-Ла-Пас
- Сан-Кристобаль-Акасагуастлан
- Санарате
- Сансаре

| Гватемала | Це незавершена стаття з географії Гватемали. Ви можете допомогти проєкту, виправивши або дописавши її. |